# Leena Luhtanen
Leena Marjatta Luhtanen, née le 12 février 1941 à Kuopio, est une femme politique finlandaise, membre du Parti social-démocrate de Finlande (SDP).

## Biographie
Députée à la Diète nationale de 1983 à 2007, elle devient ministre des Transports et des Communications le 17 avril 2003, dans le gouvernement de la libérale Anneli Jäätteenmäki. Elle est reconduite dans le cabinet que forme, dès le 24 juin suivant, le libéral Matti Vanhanen.
À l'occasion du remaniement du 23 septembre 2005, elle est nommée ministre de la Justice. Son mandat prend fin le 19 avril 2007 et elle se retire de la vie politique.

## Distinctions
- Ordre de la Croix de Terra Mariana de première classe